# Narodowi Socjaliści – LEV21
Narodowi Socjaliści – Lewica XXI Wieku (czeski: Národní socialisté – levice 21. století) – czeska centrolewicowa partia polityczna, założył ją były premier i przewodniczący Czeskiej Partii Socjaldemokratycznej Jiří Paroubek. Paroubek zapowiedział rozmowy na temat integracji i połączenia z ugrupowaniem pozaparlamentarnej lewicy Česká strana národně socialistická (ČSNS 2005).
Partia ma dwóch przedstawicieli w czeskiej izbie parlamentu. Są nimi Jiří Paroubek oraz Jiří Šlégr.
Nazwa partii nawiązuje do historycznej czeskiej partii socjalistycznej.
Partia popiera członkostwo w NATO i Unii Europejskiej, popiera dalsze rozszerzenie UE, zwłaszcza w regionie Bałkanów Zachodnich. Partia popiera politykę Partii Europejskich Socjalistów i budowę silnego państwa opiekuńczego. LEV 21 postuluje także dalsze wzmocnienie uprawnień Parlamentu Europejskiego.